# Dickerson Township
Dickerson Township est un ancien township, situé dans le comté de Lewis, dans le Missouri, aux États-Unis,.
Le township est fondé en 1833 et baptisé en référence à Obadiah Dickerson, un pionnier.

### Source de la traduction
- (en) Cet article est partiellement ou en totalité issu de l’article de Wikipédia en anglais intitulé « Dickerson Township, Lewis County, Missouri » (voir la liste des auteurs).